# Barbara Jordan
Barbara Charline Jordan (n 21 februarie 1936 – 17 ianuarie, 1996) a fost un om politic american și un susținător a Mișcării drepturilor civile. 
A fost prima persoană afroamericană din senatul statului Texas după Epoca de reconstrucție și prima femeie de culoare din Statele din Sud în Camera Reprezentanților.
1. ↑  Find a Grave, accesat în 11 iunie 2024